# اشتایر ال‌پی ۱۰
اشتایر ال‌پی ۱۰ (به انگلیسی: Steyr LP 10) یک تپانچه بادی پنوماتیک با کالیبر ۴٫۵ میلی‌متری است که برای رشته تپانچه بادی ۱۰ متر طراحی شده‌است. این تپانچه توسط شرکت اتریشی اشتایر ساخته می‌شود.

## تاریخچه
پس از معرفی ال‌پی ۱۰ در سال ۲۰۰۰، این سلاح به عنوان یک تپانچه بادی مسابقه‌ای رقابتی شناخته شد. این تپانچه توسط برترین تیراندازان حرفه‌ای مورد استفاده قرار گرفته‌است. از جمله رکورد جهانی فعلی تپانچه بادی ۱۰ متر با این سلاح ثبت شده‌است. هم‌چنین برندگان مدال طلای مردان و زنان در المپیک تابستانی ۲۰۰۴، ۲۰۰۸ و ۲۰۱۲ و مسابقات جهانی تیراندازی ۲۰۰۲ تا ۲۰۱۴ با اشتایر ال‌پی ۱۰ به این مدال‌ها دست یافتند. این سلاح، در اختیار بسیاری از برندگان جام جهانی تیراندازی نیز بوده‌است.

## جزئیات طراحی
تپانچه از هوای فشرده خشک به عنوان پیشران برای شلیک ساچمه‌های تفنگ بادی بهره می‌برد. این هوای فشرده در مخزن استوانه‌ای با بیشینه فشار ۲۰۰ بار ذخیره می‌شود و فشارسنج داخلی آن، فشار کنونی مخزن را نشان می‌دهد. هوای مورد نیاز برای شلیک از مخزن هوای فشرده رها می‌شود و توسط یک رگولاتور کاهش می‌یابد تا به فشار کاری حدود ۵۵ بار برسد. اشتایر اظهار داشته‌است که مخازن آن ظرفیت ذخیره‌ای برای حدود ۱۸۰ شلیک دارند.
یکی از ویژگی‌های شاخص طراحی شده توسط اشتایر، سیستم تثبیت کننده نام دارد و شامل یک پیستون تنگستنی است که ضربه ناشی از حرکت ساچمه و سایر اجزای داخلی تپانچه را جبران می‌کند تا تپانچه را در زمان شلیک، ثابت نگه دارد. هم‌چنین سه سوراخ در طول لوله و روی آن و یک ضربه‌گیر در دهانهٔ لوله ایجاد شده‌است تا از بلند شدن سر سلاح جلوگیری کند و لگد آن را کاهش دهد. در نهایت، سرعت خروج ساچمه از سلاح، قابل تنظیم است تا جابجایی را به حداقل برساند و تغییرات حین رها شدن گاز را متعادل کند.
نشانهٔ ال‌پی ۱۰ مشابه همهٔ تپانچه‌های بادی طراحی شده برای مسابقات تپانچه بادی ۱۰ متر، کاملاً قابل تنظیم است.
ماشهٔ دو مرحله‌ای و سه‌بعدی تپانچه، قابل تنظیم است. مرحلهٔ اول، گرفتن خلاصی و مرحلهٔ دوم رهاسازی ساچمه است. وزن فشار ماشه در کارخانه برابر ۵۰۰ گرم تنظیم می‌شود تا با قوانین فدراسیون جهانی دربارهٔ تپانچه بادی ۱۰ متر منطبق باشد. ساختار ماشه، امکان شلیک خشک را هم فراهم می‌کند. شلیک خشک به معنی انجام تیراندازی آزمایشی بدون رهاسازی ساچمه یا تخلیه گاز از مخزن هوا است.
از نظر ظاهری، ال‌پی ۱۰ با پوشش لولهٔ خود از تپانچه‌های مشابه شناخته می‌شود.
در حال حاضر، تپانچهٔ ال‌پی ۱۰ درون جعبهٔ پلیمری حمل سلاح به همراه دفترچهٔ راهنما، دو مخزن گاز با فشارسنج درونی، چند قطعهٔ یدکی، مبدل پر کردن مخزن و ابزارهای تنظیم سلاح تحویل داده می‌شود.

## گونه‌ها
اشتایر در سال ۲۰۰۹ مدل ال‌پی ۱۰ ای را معرفی کرد که دارای ماشهٔ الکترونیکی بود. به گفتهٔ سازنده، دو باتری ای‌ای‌ای ۱٫۵ ولتی ظرفیت الکتریکی کافی برای ۳۵ هزار شلیک فراهم می‌کند. اشتایر ال‌پی ۲ نمونهٔ به‌روز شده‌ای از ال‌پی ۱پی است که مکمل ال‌پی ۱۰ است. این مدل، اندکی ارزان‌تر از ال‌پی ۱۰ است و برخی از اصلاحات آن را ندارد؛ ولی هم‌چنان یک تپانچه بادی با کیفیت بسیار بالا است. اشتایر ال‌پی ۵۰ تپانچهٔ بادی نیمه‌خودکار ۵ تیر است که بسیاری از اجزای آن مشابه ال‌پی ۱۰ است و می‌تواند برای تمرین رشته‌های تپانچه متحرک به کار برده شود. اشتایر ال‌پی ۱ سلف ال‌پی ۱۰ است و پیشران آن می‌تواند هوای فشرده یا دی اکسید کربن فشرده باشد.